# Chedivato d'Egitto
Il Chedivato d'Egitto (meno comune kedivato, talvolta khedivato in campo specialistico, utile a traslitterare adeguatamente la consonante fricativa Khāʾ, ben differente dal suono della k) - in arabo خديوية مصر‎?, Khudaywiyyat Miṣr, o سلطنة مصر, Salṭanat Miṣr - turco-ottomano: خدیویت مصر Hıdiviyet-i Mısır - fu uno Stato tributario dell'Impero ottomano.
La costituzione del protettorato britannico nel 1883 (in seguito alla guerra anglo-egiziana il cui esito fu decretato dalla battaglia di Tell el-Kabir del 14 settembre 1882) portò l'Egitto alla sottomissione diretta a Londra. Da quella data fino al 1936 il potere fu detenuto nei fatti dal consoli generali e dagli alti commissari britannici.

## Storia

### Premessa storica (1798–1867)

#### L'ascesa di Mehmet Ali
L'eyalet d'Egitto fu una provincia dell'Impero ottomano. L'eyalet fu retto localmente e dal 1517 dalla casta militare dei cosiddetti neo-mamelucchi e dai loro vari bey, in uno stato semi-permanente di contesa interna per il potere, pur nel quadro di formale riconoscimento della sovranità ottomana sul Paese. Napoleone Bonaparte scorse in questa situazione di sfaldamento istituzionale e di mancanza di un'autorità effettiva un'opportunità per conquistare l'Egitto e invase quindi il Paese nel 1798.
Tra il 1799 e il 1801, la Sublime porta, operando talvolta assieme al Regno Unito, intraprese varie campagne militari per restaurare il potere ottomano in Egitto. Dall'agosto del 1801, le sopravvissute forze militari francesi del generale Jacques François Menou evacuarono l'Egitto.
Nel periodo compreso tra il 1801 e il 1805 vi fu, in effetti, una guerra civile in cui si trovarono coinvolti nell'eyalet d'Egitto i turchi ottomani e i neo-mamelucchi, con le truppe della Sublime porta inviate dalla Rumelia (costituita dagli eyalet europei), sotto il comando di Mehmet Ali (in arabo Muḥammad ʿAlī), incaricato di ripristinare l'autorità di Istanbul.
Dopo la sconfitta francese, la Sublime porta nominò Husrev Pascià nuovo Wāli d'Egitto, incaricandolo di uccidere o imprigionare ogni bey mamelucco sopravvissuto. Molti di costoro fuggirono quindi per rifugiarsi sotto le armi britanniche, mentre altri s'impadronirono di Minya.
In questo quadro politico-istituzionale assai confuso e agitato, Husrev Pascià lasciò i suoi soldati (bashi-bazuk) albanesi senza paga. Ciò indusse costoro all'insurrezione, che comportò l'abbandono del Cairo da parte di Husrev Pascià. Nel seguente periodo di disordine che ne seguì, la Sublime porta inviò in Egitto Mehmet Ali Pascià.
Questi assunse il potere dell'eyalet d'Egitto, proclamandosene governante e rapidamente consolidò il suo potere in modo sostanzialmente indipendente da Istanbul. Dopo ripetuti e falliti tentativi di rimuoverlo dalla carica e di ucciderlo, la Sublime porta riconobbe ufficialmente Mehmet Ali nel 1805 Wālī d'Egitto. A dimostrazione delle sue grandi ambizioni, Mehmet Ali Pascià rivendicò per sé stesso il titolo più rilevante di chedivè (viceré), governando in tal modo l'autoproclamato (ma non riconosciuto) Chedivato di Egitto.
Eliminò fisicamente i bey mamelucchi sopravvissuti nel 1811, consolidando in tal modo il pieno controllo del Paese. È per questo ricordato come il vero fondatore del moderno Egitto, grazie anche alle incisive riforme militari che portò a compimento, oltre ad altre importanti riforme nei campi dell'agricoltura, dell'economia e della cultura.

#### L'invasione della Libia e del Sudan e la guerra d'indipendenza greca
Nel 1820 Mehmet Ali iniziò una campagna per la conquista della parte orientale della Libia, annettendosi in breve tempo l'oasi di Siwa, con l'intento di espandere i propri possedimenti verso sud e verso il Mar Rosso oltre che conquistare le ricche miniere d'oro del meridione d'Egitto.
Di quest'operazione si occupò Ismāʿīl, nipote di Mehmet Ali che con 5.000 uomini nel giro di qualche mese prese la Nubia intera, mentre ordinava a Muhammad Bey Khusraw di conquistare il Kordofan, fondando la città di Khartum e ottenendo i preziosi porti mercantili di Suakin e Massaua.
Durante gli anni '20 dell'Ottocento l'Egitto diede il suo contributo alla campagna intrapresa dal sultano turco Mahmud II contro gli insorgenti in Grecia, regione all'epoca parte dell'Impero ottomano.
Mahmud stava contemporaneamente pianificando delle riforme sul modello degli Stati occidentali e Mehmet Ali non aveva fatto di meno, preparandosi a dovere sia per difesa personale sia per incrementare la sua forza al servizio del sultano. Con lo scoppio della guerra d'indipendenza greca nel 1821, il sultano turco richiese l'intervento degli egiziani, come da tempo Mehmet Ali prevedeva, offrendogli come ricompensa i pascialati di Morea e Siria. Mehmet Ali era già dal 1821 governatore di Creta, isola che era stata occupata per mano di una piccola forza militare. Nell'autunno del 1823 una flotta di 60 navi da guerra egiziane, con un carico di 17.000 uomini, si concentrò nella Baia di Suda e nel marzo successivo il comandante Ibrāhīm sbarcò in Morea.
Malgrado le vittorie navali dettate dalla superiorità della flotta egiziana, le truppe di terra non riuscirono nel loro intento dal momento che la presenza di molte bande di insorgenti greci che bene conoscevano il loro territorio rese difficile organizzare uno scontro in campo aperto come le truppe egiziane erano state abituate ad affrontare.

#### Le guerre contro i turchi
Anche se Mehmet Ali aveva ottenuto il solo titolo di Wālī, egli si era autoproclamato chedivè, ovvero viceré ereditario, già durante il suo periodo di incarico. Il governo ottomano, sebbene irritato, non fece nulla per contrastare questo potere sin quando Mehmet Ali non invase la Siria governata dagli ottomani nel 1831. La Siria era stata promessa a Mehmet dal sultano ottomano Mahmud II per la sua assistenza durante la guerra d'indipendenza greca, ma dopo la conclusione nefasta della guerra il territorio non gli era stato corrisposto come da contratto. Questo fatto portò ad un'alleanza degli ottomani con gli inglesi per il contrattacco del 1839.
Nel 1840, gli inglesi bombardarono Beirut e le forze anglo-ottomane sbarcarono ad Acri. Gli egiziani vennero costretti a ritirarsi verso l'Egitto e la Siria tornò ad essere nuovamente una provincia ottomana. Come risultato della Convenzione di Londra del 1840, Mehmet Ali rinunciò a tutte le conquiste ad eccezione del Sudan e in cambio vide riconosciuto dal sultano turco il titolo di governatore ereditario dell'Egitto per sé e per i propri eredi.

### I successori di Mehmet Ali

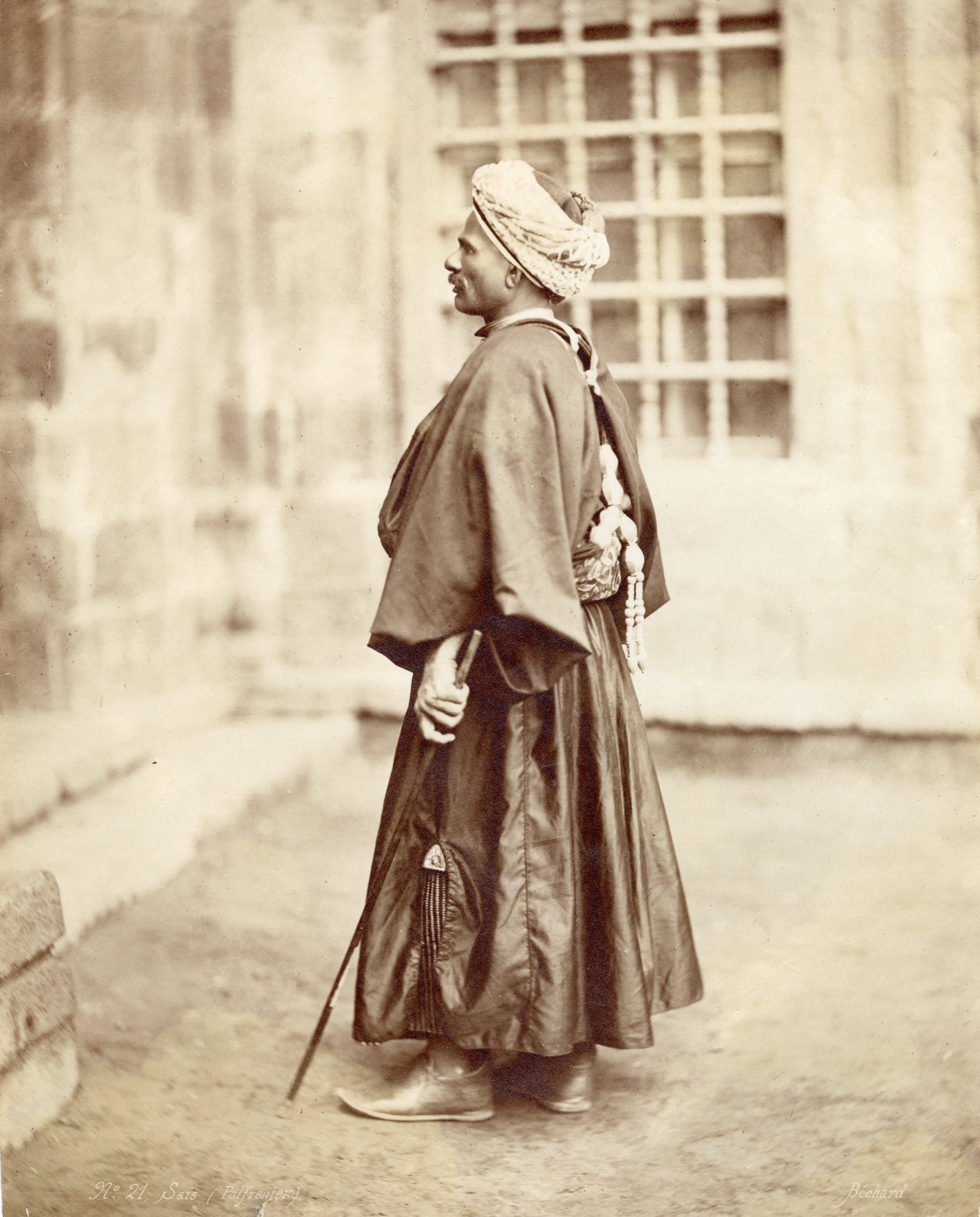
Palafreniere in abito tradizionale egiziano, c. 1870-1880.

Dal 1848, per Mehmet Ali ormai vecchio ed affetto da demenza senile, il figlio Ibrāhīm chiese le dimissioni da governatore e promosse la sua ascesa al trono. Il sultano ottomano accettò questa richiesta e Mehmet Ali venne rimosso dal potere. Ad ogni modo, Ibrāhīm morì di tubercolosi il mese successivo, mentre suo padre morirà poi nel 1849.
A Ibrāhīm succedette suo nipote ʿAbbās I che venne poi assassinato da due suoi schiavi nel 1854 e lasciò la successione al quarto figlio di Mehmet Ali, Saʿīd. Questi portò avanti molti dei progetti iniziati da suo padre ma il suo fu un regno secondario e non denso di eventi come quello del genitore.
Saʿīd governò per soli nove anni, e suo nipote Ismāʿīl, altro nipote di Mehmet Ali, gli succedette alla sua morte. Nel 1867, il sultano ottomano consentì a Ismāʿīl l'uso del titolo di chedivè.

### Il governo del Chedivato (1867-1914)

#### L'influenza europea
Dal regno di Ismāʿīl, il governo egiziano, capeggiato dal primo ministro Nubar Pascià, era divenuto difatti dipendente da Regno Unito e Francia per quanto riguarda l'aspetto economico che era vitale per il paese. Ismāʿīl tentò di porre fine alla predominanza europea, mentre allo stesso tempo iniziò una politica domestica aggressiva. Sotto Ismāʿīl, 112 canali e 400 ponti vennero costruiti sul territorio egiziano.
Per i suoi sforzi finalizzati all'ottenimento dell'indipendenza economica dalle potenze europee, Ismāʿīl divenne molto impopolare presso i diplomatici francesi e britannici, tra i quali Evelyn Baring e Alfred Milner, che lo accusarono di "portare alla rovina l'Egitto".
Nel 1869 il completamento del canale di Suez dette al Regno Unito una via più veloce per raggiungere l'India. Questo però da un lato aprì anche uno spiraglio sul ruolo chiave dell'Egitto per il Regno Unito e i suoi traffici commerciali. Ismāʿīl non fece sforzi per riconciliarsi con le potenze europee che pure facevano pressione sul sultano ottomano perché lo rimuovesse dalla sua posizione.

#### L'occupazione britannica
Nel 1882 l'opposizione al controllo europeo fece crescere le tensioni tra i notabili egiziani. Una grande dimostrazione militare nel settembre del 1881 aveva forzato il chedivè Tawfīq ad allontanare il suo primo ministro. Nell'aprile del 1882 Francia e Regno Unito inviarono delle navi da guerra ad Alessandria, col pretesto di calmare il clima turbolento del chedivato, infondendo però il terrore di un'invasione nel Paese da parte di potenze straniere.
Dal giugno di quell'anno l'Egitto era nelle mani dei nazionalisti che si opponevano al dominio europeo nel paese. Un bombardamento navale di Alessandria ad opera dei britannici ebbe poco effetto e perciò il Regno Unito inviò un contingente da sbarco nell'area del canale di Suez nell'agosto del 1882. I britannici riuscirono a sconfiggere l'esercito egiziano a Tell el-Kabīr nel settembre di quell'anno e presero de facto il controllo del Paese, ricollocando Tawfīq sul trono. Quella che era stata vista come un'invasione si tramutò dunque formalmente in una missione pacificatrice che nulla aveva tolto all'Egitto indipendente, anche se di fatto il Regno Unito, garante del governo del chedivè, divenne l'effettiva e pervasiva padrona delle sorti egiziane.
L'occupazione britannica terminò nominalmente con la deposizione dell'ultimo chedivè ʿAbbās Ḥilmī II il 5 novembre 1914 e la fondazione del protettorato britannico in Egitto con l'insediamento del sultano Ḥusayn Kāmil il 19 dicembre 1914.

#### Tawfīq e la perdita del Sudan
A Ismāʿīl succedette il figlio primogenito Tawfīq il quale, a differenza dei fratelli minori, non era stato educato in Europa. Egli portò avanti una politica di strette relazioni con Gran Bretagna e Francia ma la sua autorità venne minata nel 1882 dalla ribellione guidata dal ministro della Guerra, ʿOrābī Pascià. ʿOrābī prese a pretesto le rivolte popolari scoppiate ad Alessandria per prendere il controllo del governo e deporre temporaneamente Tawfīq.
Le forze navali britanniche presero il controllo di Alessandria e un corpo spedizionario sotto il comando del generale sir Garnet Wolseley venne approntato per partire alla volta dell'Egitto. L'esercito britannico sbarcò in Egitto poco dopo e sconfisse l'armata egiziana nella battaglia di Tell al-Kebir. ʿOrābī venne accusato di alto tradimento e messo a morte, pena poi commutata nell'esilio. Dopo la rivolta, l'esercito egiziano venne riorganizzato sul modello di quello britannico e comandato da ufficiali britannici. L'Egitto in pratica dal 1882 divenne un protettorato britannico e il comandante in capo britannico dell'esercito egiziano aveva il grado di Sirdar.
Nel frattempo, in Sudan era scoppiata una ribellione religiosa guidata da Muhammad Ahmad che si era autoproclamato Mahdi. I ribelli mahdisti assediarono la capitale locale di Kordofan ed annientarono due spedizioni britanniche appositamente inviate per risolvere la situazione. Il soldato ed avventuriero inglese Charles George Gordon, ex governatore del Sudan, venne inviato nella capitale sudanese, Khartum, con l'ordine di evacuare la minoranza di europei ed egiziani dalla città, Invece di evacuare la città, Gordon preparò la città all'assedio che ebbe luogo nel 1884-85. Malgrado però gli sforzi, Khartum cadde e Gordon finì ucciso dagli insorti.
La spedizione per la ripresa del controllo dell'area da parte dei britannici portò a molte battaglie e non fu in grado comunque di raggiungere Khartum e salvare Gordon. La caduta di Khartum portò alla proclamazione di uno Stato a forte caratterizzazione religiosa, governato dapprima dal Mahdi e poi dal suo successore, il "califfo" Abdullahi.

#### La riconquista del Sudan
Nel 1896, durante il regno del figlio di Tawfīq, ʿAbbās Ḥilmī II, una massiccia forza anglo-egiziana sotto il comando del generale Herbert Kitchener, iniziò la riconquista del Sudan. I mahdisti vennero sconfitti nelle battaglie di Abu Hamid e Atbara. La campagna si concluse con la vittoria degli anglo-egiziani nella battaglia di Omdurman, la capitale mahdista.
Il "califfo" (nel senso di "successore" del Mahdī) venne rintracciato ed ucciso nel 1899, nel corso della battaglia di Umm Diwaykarat, il che portò ad un definitivo restauro del governo condominiale anglo-egiziano del Sudan.

### La fine del chedivato
ʿAbbās Ḥilmī II divenne particolarmente ostile ai britannici col proseguire del suo regno e nel 1911 arrivò a temere che gli inglesi volessero deporlo per porre al suo posto Lord Kitchener.
Nel 1914, quando scoppiò la prima guerra mondiale, l'Impero ottomano aderì agli Imperi centrali che combattevano contro il Regno Unito. Dal momento che l'Egitto era ancora nominalmente uno stato vassallo dell'Impero ottomano, gli Inglesi proclamarono il Sultanato d'Egitto indipendente dall'Impero ottomano ed abolirono il chedivato il 5 novembre 1914. ʿAbbās Ḥilmī II, che aveva supportato le Potenze Centrali, era a Vienna per una visita di stato quando apprese di essere stato deposto dal proprio trono e gli venne pertanto vietato di fare ritorno in patria. Egli venne succeduto da suo zio Ḥusayn Kāmil, che ottenne il titolo di sultano il 19 dicembre 1914. ʿAbbās Ḥilmī II infine accettò il nuovo ordine delle cose e formalmente abdicò il 12 maggio 1931, trascorrendo il resto della sua vita a Ginevra, in Svizzera, sino alla sua morte avvenuta il 19 dicembre 1944 (il giorno del 30º anniversario di regno di Ḥusayn Kāmil).

## Economia

### Monetazione
Durante il chedivato, la moneta standard egiziana era la lira (o pound) d'Egitto. Per la graduale influenza europea sull'economia egiziana, il chedivato adottò sistema aureo nel 1885.

### Adozione dello stile europeo nelle industrie
Anche se l'adozione delle moderne tecniche industriali in Egitto era già iniziato sotto il regno di Mehmet Ali all'inizio del XIX secolo, la politica venne continuata sotto i regni dei suoi successori.
Numerosi macchinari vennero importati in Egitto, e, con l'abolizione del chedivato nel 1914, l'industria tessile era divenuto uno dei campi manifatturieri più importanti della nazione.

## Chedivè
| Chedivè | Chedivè        | Inizio         | Fine             |
| ------- | -------------- | -------------- | ---------------- |
|         | Isma'il Pascià | 8 giugno 1867  | 26 giugno 1879   |
|         | Tawfīq Pascià  | 26 giugno 1879 | 7 gennaio 1892   |
|         | 'Abbās Hilmī   | 8 gennaio 1892 | 19 dicembre 1914 |